# Insigniti dell'Ordine supremo della Santissima Annunziata nel XVII secolo

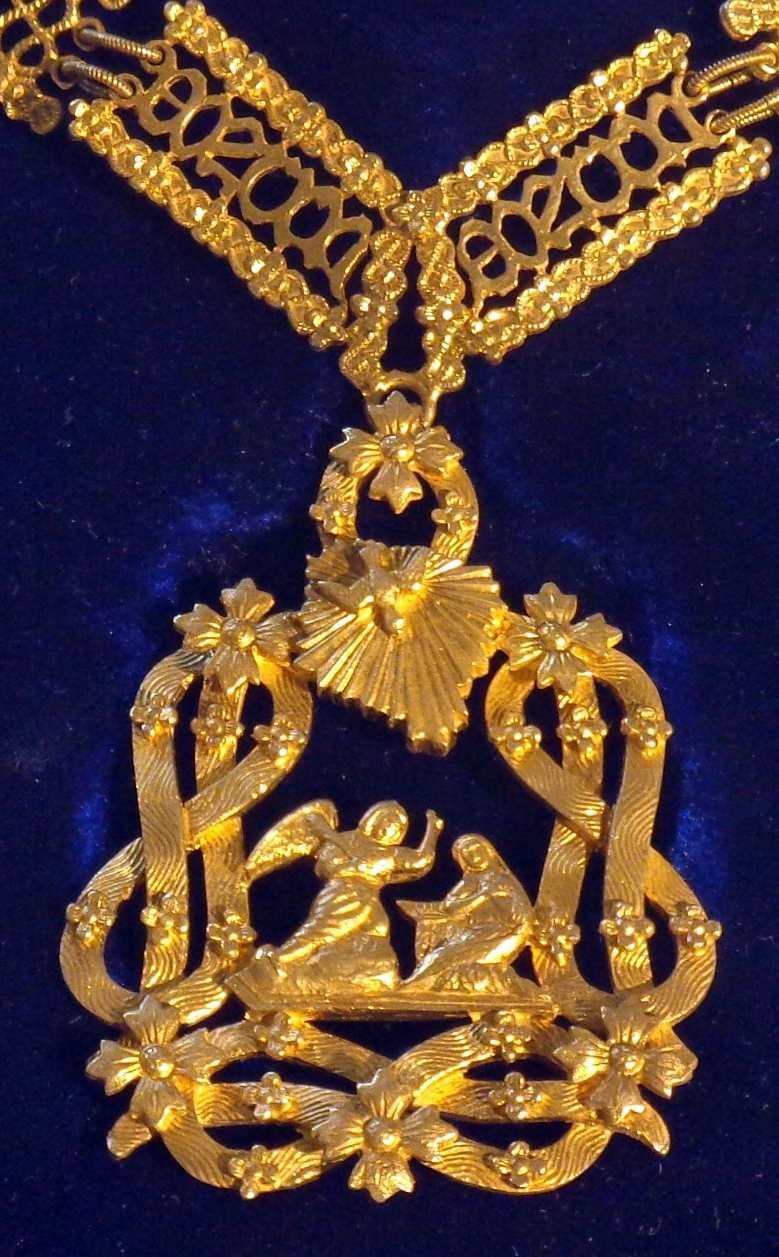
Ordine supremo della Santissima Annunziata

Elenco degli insigniti dell'Ordine supremo della Santissima Annunziata nel XVII secolo.

## Carlo Emanuele I
Carlo Emanuele I  fu il XIII gran maestro dell'Ordine.

### Insigniti
1602
- Filippo Emanuele di Savoia, principe di Piemonte
- Vittorio Amedeo di Savoia in seguito Principe di Piemonte, e futuro 12º duca di Savoia
- Carlo di Simiane, marchese di Roatto, luogotenente generale
- Michele Antonio di Saluzzo, signore della Manta, conte di Verzuolo, governatore del marchesato di Saluzzo
- Ghirone di Valperga, conte di Masino, governatore di Vercelli
- Francesco Villa, marchese di San Michele
- Annibale Grimaldi, conte di Boglio
- Claudio de Rie, marchese di Dogliani, governatore del ducato del Chiablese
- Carlo Filberto d'Este, marchese di San Martino e Santa Cristina
- Nicolò Watteville, marchese di Versoy
- Carlo Emanuele de la Chambre - Seyssel, marchese d'Aix
- Ernesto de Molart, signore di Frinco, barone di Drossendorf
- Giacomo Antonio della Torre
- Pietro de la Chambre, marchese de la Chambre, visconte di Moriana

1608
- Francesco Filiberto Ferrero Fieschi, principe di Masserano, marchese di Crevacuore
- Nicola San Martino d'Aglié, governatore di Saluzzo
- Filiberto Scaglia, conte di Verrua, marchese di Tronzano
- Francesco Arconati, conte di Tosana, signore di Arconate
- Guido Biandrate di San Giorgio, marchese di Rivarolo

1609
- Sigismondo d'Este, marchese di Lanzo e Borgomanero luogotenente generale della Savoia e di Saluzzo
- Francesco Spinola, marchese di Garessio

1610
- Guglielmo Francesco Chabod, signore di Jacob e Saint Maurice, governatore di là dei monti

1614
- Giovanni di Nassau, conte di Nassau

1617
- Antonio di Valperga

conte di Mazzè, governatore della cittadella di Torino
1618
- Tommaso Francesco di Savoia, principe di Carignano, luogotenente generale della Savoia
- Giacomo Paillard d'Urfé Lascarism marchese di Urfé
- Filiberto Mercurino Arborio, marchese di Gattinara
- Bernardino Parpaglia, conte di Bastia
- Pietro di Duyn Maréchal, visconte di Tarantasia, barone della Val d'Isère
- Emanuele Solaro, conte di Moretta
- Conreno Roero, marchese di Cortanze, conte di Calosso
- Cleriade di Ginevra, marchese di Lullin e Pancalieri
- Giovanni Francesco Damas, barone di Saint Réran, barone di Salerano e Samone
- Guido Villa, marchese di Cigliano
- Francesco di Brichanteau Nangis, barone di Curcy e Châtellargent
- Carlo Francesco di Valperga, conte di Masino governatore della contea di Asti
- Francesco Renato di Saluzzo, conte di Verzuolo luogotenente generale del marchesato di Saluzzo
- Onorato Paillard d'Urfé, marchese di Châteaumorand
- Ludovico de la Chambre Seyssel, marchese di Ais e de la Chambre
- Aberto Bobba, marchese di Graglia conte di Bussoleno
- Bertrando di Seyssel, signore de la Serraz e du Châtelard capo della Nobiltà della Savoia

1619
- Augusto Manfredo Scaglia, conte di Verrua marchese di Tronzano e Caluso

1620
- Gaspare Porporato, marchese di Sampeyre, governatore di Torino

1630
- Giovanni Michele Asinari, signore di Virle e Banna, governatore di Torino

## Vittorio Amedeo I
Vittorio Amedeo I fu il XIV gran maestro dell'Ordine.

### Insigniti
1630
- Giovanni Aurelio Arborio, conte di Viverone, Gifflenga, Viancino e Camburzano, Governatore di Biella

1631
- Paolo Besso Ferrero-Fieschi, principe di Masserano, marchese di Crevacuore
- Filiberto del Carretto, marchese di Bagnasco e Saliceto, Governatore e luogotenente generale della contea di Nizza

1636
- Ludovico Sanmartino d'Agliè, marchese di San Damiano
- Claudio Gerolamo Chabod, marchese di Saint Maurice
- Paolo Emilio Sanmartino di Parella, marchese di Brosso Governatore e luogotenente generale del ducato d'Aosta, di Ivrea e del Canavese

1637
- Ludovico Ponte, conte di Scarnafigi, Montanera e Castelletto

## Cristina di Francia
reggente a nome di Francesco Giacinto XV Gran Maestro dell'Ordine.

### Insigniti
1638
- Francesco Giacinto di Savoia, principe di Piemonte poi 13º duca di Savoia
- Goffredo Benso, signore di Santena, Governatore di Montmelian, di Asti e di Torino
- Amedeo dal Pozzo, marchese di Garessio e Voghera
- Ascanio Bobba, marchese di Graglia e Bianzè
- Giulio Rangone, marchese di Casabianca, Comandante generale nelle Langhe, in Ceva e Alba sotto Vittorio Amedeo I
- Aleramo di Biandrate, conte di San Giorgio
- Michele Antonio di Saluzzo, signore della Manta, Governatore e luogotenente generale del marchesato di Saluzzo
- Arduino di Valperga di Rivara
- Francesco Provana di Leynì, conte di Altessano, signore di Druent, e Governatore di Torino
- Girolamo di Rossillon, marchese di Bernezzo, Governatore e luogotenente generale della contea di Nizza
- Giovanni Domenico Doria, marchese di Ciriè, San Maurizio
- Alberto Eugenio di Lullin, marchese di Lullin e Pancalieri, Governatore del ducato del Chiablese

1639-1642 (Cristina di Francia), reggente a nome di Carlo Emanuele II XVI Gran Maestro dell'Ordine.
- Carlo Emanuele II di Savoia, 14º duca di Savoia
- Giovanni Ludovico Dumas, visconte di Salernes Generale delle galee di S.A.R.
- Maurizio di Savoia, principe di Oneglia, Luogotenente generale della contea di Nizza

## Carlo Emanuele II
Carlo Emanuele II fu il XVI gran maestro dell'Ordine.

### Insigniti
1648
- Emanuele Filiberto di Savoia, principe di Carignano
- Carlo Emanuele Giacinto di Simiana, marchese di Pianezza
- Ottaviano Antonio Sanmartino d'Agliè, marchese di San Germano, e Governatore di Torino
- Filippo Sanmartino d'Agliè, marchese di San Damiano e Rivarolo
- Giovanni Wilcardel, marchese di Trivero, signore di Fleury
- Carlo Emanuele Pallavicino, marchese delle Frabose
- Carlo Ubertino Solaro, marchese della Chiusa
- Carlo Vittorio Scaglia, marchese di Tronzano e Caluso, Luogotenente generale della contea di Nizza
- Federico Tana, marchese di Entracque, e Governatore di Torino
- Giovanni Francesco Provana di Leynì, conte di Frossasco
- Tullio di Piossasco, signore di Castagnole, None, Volvera e Scalenghe
- Giovanni Francesco Ponte, conte di Scarnafigi
- Ghiron Francesco Villa, marchese di Cigliano

1650
- Francesco Amedeo Costa, conte di Arignano e Polonghera
- Carlo Tommaso Isnardi de Castello, marchese di Caraglio
- Alessio Sanmartino di Parella, marchese di Brosso. Governatore e luogotenente generale del ducato di Aosta e del Canavese, Governatore di Torino
- Federico di Biandrate, conte di San Giorgio

1653
- Francesco Doria, marchese di Dolceacqua, Perinaldo, Apricale e La Rocchetta
- Alessandro Monti, marchese di Farigliano, e maresciallo di campo dell'armata ducale

1660
- Francesco Mesmes, signore di Marolles, Governatore del marchesato di Saluzzo
- Centorio Cagnoli, Governatore di Montmelian
- Francesco d'Havard, marchese di Rifreddo, conte di Ligneville, signore di Senantes, e Governatore di Vercelli
- Giovanni Filippo Solaro, conte di Monasterolo e Casalgrasso, Governatore di Nizza

1666
- Carlo Giovanni Battista Simiana, principe di Montafia, marchese di Pianezza
- Renato Roero, conte di Valdondona, Governatore di Asti
- Carlo Gerolamo Solaro, marchese di Borgo S. Dalmazzo, signore di Moretta Governatore di Asti e di Ceva Governatore del marchesato di Saluzzo
- Francesco Termignone Canalis, signore di Cumiana
- Catalano Alfieri, conte di Castagnole Lanze, signore di Magliano Governatore di Montmelian
- Francesco di Clermont, marchese di Mont Saint Jean, conte di Villanova Mondovì
- Carlo Amedeo di Rossillon, marchese di Bernezzo, conte di Rossillon Governatore di Nizza

1670
- Carlo Amedeo delle Lanze, conte di Sale

1671
- Giovanni Villa, marchese di Cigliano

1673
- Agostino Olgiati, conte di Larizzate
- Vittorio Maurizio Pallavicino, marchese delle Frabose, e Governatore di Nizza

1674
- Francesco Tommaso Chabod, marchese di Saint Maurice, signore di Jacob e Dragonnière, Comandante generale della Savoia

## Maria Giovanna Battista di Savoia-Nemours
reggente a nome di Vittorio Amedeo II XVII Gran Maestro dell'Ordine.

### Insigniti
1678
- Vittorio Amedeo II di Savoia, 15º duca di Savoia
- Luigi Tommaso di Savoia, conte di Soissons
- Francesco Ludovico Ferrero Fieschi, principe di Masserano, marchese di Crevacuore
- Sigismondo di Seyssel, marchese di Aix, capo della Nobiltà di Savoia
- Carlo Ludovico Sanmartino d'Agliè, marchese di San Germano e Rivarolo Governatore di Torino
- Giovanni Girolamo Doria, marchese di Ciriè e San Maurizio marchese del Maro
- Giacomo Maurizio dal Pozzo, principe della Cisterna marchese di Voghera governatore di Biella
- Filiberto di Piossasco, conte di Piossasco
- Tommaso Felice Ferrero, marchese della Marmora

1679
- Giovanni Michele Solaro, conte di Monasterolo e Casalgrasso, e Governatore di Mondovì
- Carlo Maurizio Isnardi de Castello, marchese di Caraglio
- Carlo Francesco Morozzo, marchese della Rocca
- Calo Emanuele Birago Sanmartino, conte di Vische
- Luigi Solaro, marchese di Dogliani, e conte di Moretta

## Vittorio Amedeo II
Vittorio Amedeo II fu il XVII gran maestro dell'Ordine.

### Insigniti
1686
- Gallo II, abate di San Gallo

1687
- Celestino II (Sfondrati), abate di San Gallo

1692
- Carlo Girolamo del Carretto, marchese di Bagnasco

1696
- Leodegario (Burgisser), abate di San Gallo
- Vittorio Amedeo di Savoia, principe di Carignano
- Carlo Ludovico Emilio Sanmartino, marchese di Parella
- Carlo Giuseppe Carron, marchese di San Tommaso
- Guido Francesco Biandrate Aldobrandino, conte di San Giorgio Governatore di Asti, Nizza e Vercelli
- Carlo Emilio Sanmartino, marchese di Entraque
- Tommaso Alberto Pallavicino, marchese delle Frabose
- Guido Baldassarre Pobel, barone de La Pierre Governatore di Asti
- Vittorio Amedeo Maillard, marchese di Alby conte di Tournon, e Governatore della contea di Nizza
- Prospero Antonio di Lucinge, marchese di Lucinge, Governatore di Torino e dei Ducati del Chiablese e del Genevese

1698
- Ercole Giuseppe Turinetti, marchese di Priero